# Trận Tigranocerta
Trận Tigranocerta (Tiếng Armenian: Տիգրանակերտի ճակատամարտը, Tigranakerti Tchakatamartuh) là một trân đánh quân sự nổ ra vào ngày 6 tháng 10 năm 69 TCN giữa quân đội của Cộng hòa La Mã và quân đội của Vương quốc Armenia dưới sự chỉ huy của vua Tigranes Đại đế. Quân La Mã do Chấp chính quan Lucius Licinius Lucullus chỉ huy đã đánh bại đội quân của Tigranes. Kinh đô của Armenia bấy giờ là thành phố Tigranocerta cũng bị mất về tay Rome sau trận này.

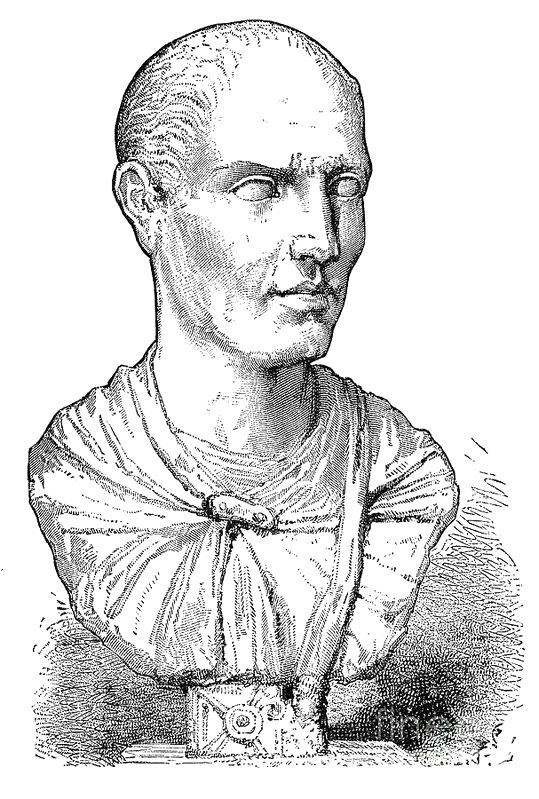
Tư lệnh Liên quân La Mã Lucius Licinius Lucullus.

Trận đánh nảy sinh từ cuộc chiến tranh Mithridatic lần III, xảy ra giữa Cộng hòa La Mã và vua Mithridates VI của Pontus, người đã gả con gái là Cleopatra cho Tigranes. Khi Mithridates bắt đầu yếu thế, ông đã rút lui quân đội của mình tìm chỗ nương tựa nơi con rể.
Nhân đà này, quân La Mã đã tiến hành xâm lược Vương quốc Armenia. Để lại một lực lượng vây hãm Tigranocerta, quân La Mã giả vờ rút lui về sau một con sông gần đó để dẫn dụ đội quân lớn của Armenia tiếp cận. Sau khi quân Armenia rơi vào trận, người La Mã đã vượt qua một chỗ cạn và tấn công dữ dội vào cánh phải của đội hình Armenia. Sau khi người La Mã đánh bại lực lượng Cataphract của Armenia, phần còn lại của quân Armenia, mà chủ yếu quân ô hợp mới được tuyển mộ và nông dân từ đế chế rộng lớn của Tigranes, hoảng sợ và bỏ chạy. Thế trận quân Armenia tan vỡ và à người La Mã đã giành được chiến thắng của toàn trận chiến.

## Bối cảnh
Xem thêm:Tigranes Đại đế
Sự mở rộng của Tigranes ở vùng Cận Đông đã dẫn đến việc hình thành đế chế Armenia, với cùng kiểm soát kéo dài ngang qua hầu hết khu vực trên. Với sự liên minh với cha vợ, đảm bảo cho vùng đất phía Tây của đế chế, Tigranes đã có thể chinh phục những vùng đất của đế chế Parthia, Mesopotamia và các vùng đất lân cận của Levant. Ở Syria, ông bắt đầu xây dựng thành phố Tigranocerta (còn được viết là Tigranakert), mà ông đặt tên của chính mình sau đó, và đưa đến rất nhiều người trong đó có người Ả Rập, Hy Lạp, Do Thái.Thành phố sớm trở thành trụ sở chính của nhà vua tại Syria và thịnh vượng như là một trung tâm lớn của nền văn minh Hy Lạp hóa với những rạp hát,công viên,và những khu săn bắn.
Đây là thời kì thống trị của Armenia trong khu vực,tuy nhiên,đã sớm đi đến kết thúc với một loạt chiến thắng của người La mã trong chiến tranh Mithradatic-La mã,cuộc chiến tranh đã diễn ra vở phía Tây.Sự va chạm giữa 2 bên đã tồn tại trong nhiều thập kỉ qua.Mặc dù vậy tới cuộc chiến tranh Mithridatic lần III,quân La mã dưới quyền Lucius Licinius Lucullus đã có nhiều bước tiến đáng kể, buộc Mithridates phải tới ẩn náu ở chỗ Tigranes. Lucullus phái một đại sứ tên là Appius Claudius tới Antioch để yêu cầu rằng Tigranes giao nộp cha vợ của ông,nếu ông từ chối. Armenia sẽ phải đối mặt với chiến tranh với Rome. Tigranes từ chối yêu cầu của Appius Claudius và chỉ ra rằng ông sẽ chuẩn bị cho chiến chống Cộng hòa.
Lucullus đã ngạc nhiên khi nghe điều này năm 70 TCN, nhưng ông đã ngay lập tức bắt tay vào việc chuẩn bị cho một cuộc xâm lược Armenia. Mặc dù ông không có thẩm quyền để tiến hành cuộc hành quân,nhưng ông đã cố gắng chứng minh là Tigranes thực sự là một mối đe dọa. Vào mùa hè năm 69 TCN, ông tiến quân đội của mình vượt qua Cappadocia và qua sông Euphrates và tiến vào tỉnh Tsopk của Armenia,nơi có thành phố Tigranocerta.

## Vây hãm Tigranocerta
Tigranes,người đang ở Tigranocerta vào mùa hè năm 69 không chỉ ngạc nhiên với tốc độ tiến quân của Lucullus vào Armenia nhưng do thực tế là ông không thể nghĩ là sẽ xảy ra ở vùng đất này đầu tiên.Không thể tiến hành hoà giải với thực tế này trong một khoảng thời gian nhất định, ông đã muộn màng gửi một thống chế tên là Mithrobarzanes cùng với từ 2000 đến 3000 lính để làm chậm bước tiến của Lucullus.Nhưng quân đội của ông đã bị chia cắt và thất bại thảm hại bởi 1600 kị binh dưới sự chỉ huy của một legate dưới quyền Lucullus là Sextilius.Bài học từ thất bại của Mithrobarzanes, Tigranes giao quyền phòng thủ thành phố mang tên mình cho Mancaeus để tập trung quân đội của mình ở dãy núi Taurus. Tuy nhiên, đại sứ của Lucullus đã có thể ngăn chặn hai đơn vị riêng biệt đến viện trợ Tigranes và phát hiện vị trí lực lượng của nhà vua trong một hẻm núi của núi Taurus.
Tigranocerta vẫn là một thành phố chưa hoàn chỉnh khi Lucullus bao vây nó vào cuối mùa hè năm 69TCN. Thành phố được tăng cường rất nhiều và theo Appian sử gia Hy Lạp, có tường cao chót vót tới 25 mét, cho phép một phòng thủ vững chắc đối với một cuộc bao vây kéo dài.
Tuy nhiên, sự trung thành của dân số của thành phố đã được kiểm chứng: kể từ khi Tigranes bắt đi rất nhiều cư dân từ những vùng đất bản xứ của họ và đưa họ đến Tigranocerta, lòng trung thành của họ cho nhà vua trở thành những nghi ngờ. Họ nhanh chóng chứng tỏ sự không đáng tin của họ:

## Lực lượng
Appian tuyên bố rằng Lucullus đã lên tàu từ Rome với chỉ một quân đoàn duy nhất; khi tiến đến Anatolia để tiến hành cuộc chiến chống lại Mithridates, ông thêm vào nhiều quân đoàn hơn nữa để tăng đội quân của ông. Kích thước tổng thể của lực lượng này bao gồm 30.000 bộ binh và 1600 kỵ binh  Sau khi Mithridates rút quân tới Armenia, Appian ước tính lực lượng xâm lược của Lucullus chỉ có hai quân đoàn và 500 kỵ binh, mặc dù không chắc chắn rằng ông sẽ tiến hành cuộc xâm lược Armenia với một quân đội nhỏ như vậy . Sử gia Adrian Sherwin-White đặt kích thước của quân Lucullus khoảng 12.000 lính lê dương dày dạn kinh nghiệm (bao gồm ba quân đoàn), và 4.000 kỵ binh tỉnh và bộ binh hạng nhẹ quân đội La Mã tiếp tục được hỗ trợ bởi vài ngàn quân đồng minh Gallic, Thracia, và bộ binh Bithynia cùng kỵ binh.
Quân đội của Tigranes rõ ràng đã có số lượng áp đảo so với của Lucullus Theo Appian, quân số của ông gồm 250.000 bộ binh và 50.000kỵ binh. Nhiều học giả, tuy nhiên, nghi ngờ những con số phản ánh chính xác số lượng thực sự của quân đội Tigranes vốn bị thổi phồng lên cao Một số nhà sử học, đáng chú ý nhất là Plutarch viết rằng khi Tigranes cho rằng quân đội của Lucullus là quá nhỏ, và khi nhìn thấy nó, ông đã nói rằng "Nếu họ đến như là đại sứ, họ có quá nhiều, nếu họ là những người lính, quá ít, " mặc dù một số đã bày tỏ nghi ngờ về tính xác thực của câu trích dẫn này  Tigranes cũng sở hữu vài ngàn cataphract, những kị binh bọc thép ghê gớm mà đã được phủ bên ngoài áo giáp lưới và vũ trang với thương, giáo hoặc cung.